# Hakea hastata
Hakea hastata (лат.) — кустарник, вид рода Хакея (Hakea) семейства Протейные (Proteaceae), произрастает на юге Западной Австралии. Цветёт с сентября по октябрь.

## Ботаническое описание
Hakea hastata — прямостоящий кустарник высотой от 1,5 до 3 м. Умеренно разветвленное растение с ветками, которые плотно покрыты бледно-коричневыми волосками. Бледно-зелёные листья имеют узкую или широкую яйцевидную форму, длину от 2 до 4,7 см и ширину от 9 до 24 мм с одним-тремя продольными жилками. Цветёт с сентября по октябрь белыми цветами. Одиночные соцветия содержат от 18 до 22 цветков с околоцветником кремово-белого цвета. Древесные плоды наклонно-яйцевидной или широко-яйцевидной формы длиной от 1,6 до 2,0 см и ширину от 0,9 до 1,2 см со слабовыраженным клювом. Черновато-коричневые семена имеют косо-яйцевидную или эллиптическую форму с крылом вниз с одной стороны.

## Таксономия
Вид Hakea hastata был впервые официально описан в 1999 году ботаником Лоуренсом Хэги в 1999 году в работе Appendix: Hakea и опубликован в Flora of Australia. Видовой эпитет — от латинского слова hastata, означающего «копьеобразный», относящегося к копьеобразной форме листьев.

## Распространение и местообитание
H. hastata —  эндемик округов Уитбелт и Большой Южный Западной Австралии от Пингелли на севере до Албани на юге и имеет рассеянное распределение. Растёт на холмах и вокруг них на песчаных, суглинистых или глинистых почвах, которые могут содержать гравий. Обычно он входит в подлесок в эвкалиптовых лесах.